# Stará pražská cesta
Stará pražská cesta (v německém překladu Alte Prager Straße, v Německu ale nazývaná Böhmischer Steig či Böhmweg neboli Česká stezka) byla významná historická obchodní stezka, která od přelomu 9. a 10. století až po novověk představovala důležitou dopravní spojnici mezi Horní Lužicí a Prahou. Cesta začínala v Budyšíně, u Obergurigu překročila Sprévu a proti jejímu toku pokračovala k Sohlandu. Odtud zamířila ke Šluknovu a dále k Rumburku, Pak pokračovala k Jiřetínu pod Jedlovou a dále na jih přes hřeben Lužických hor a kolem skalního hradu Sloup do České Lípy, odkud vedla do středních Čech a do metropole českého království.

## Historie
Vznik stezky je spojován dobou na konci 9. a na počátku 10. století, kdy slovanské obyvatelstvo z Budyšínska rozšiřovalo své území směrem na jih proti proudu horního toku řeky Sprévy. Takzvaná Stará pražská cesta neboli Česká stezka se rychle stala dálkovou komunikací značné důležitosti, neboť spojovala Lužici jako tzv. vedlejší zemi Koruny české s centrem království Prahou, která byla obchodním střediskem nejen místního, ale i středoevropského významu. Na přelomu 13. a 14. století význam dálkové přepravy zboží na této spojnici mezi metropolí království a jeho severními zeměmi začal postupně klesat.
Tato cesta se nedočkala obnovení a modernizace ani během velkého rozmachu výstavby nových komunikací, který nastal po tzv. Osvobozovacích válkách (německy Befreiungskriege, anglicky Wars of Liberation) z let 1813–1815. Dodnes je však patrná řada stop v místech, kudy tato cesta vedla, ať už to jsou její zářezy v terénu, drobné památky či menší stavby. V oblasti Lužických hor byla cesta používána až do konce 18. století, respektive do roku 1805, kdy ji nahradila nově vybudovaná silnice, spojující sídla Šluknovského výběžku a Českolipska přes Stožecké sedlo (605 m n. m.), které je známější pod nespisovným označením "Šébr", odvozeným od německého názvu nedalekého vrcholu Stožce neboli Schöberu.

## Památky a stopy v terénu
Významnou a velmi zřetelnou upomínkou na místa, kudy procházela Stará pražská cesta, je především kamenný most se dvěma oblouky, umožňující překonání řeky Sprévy u někdejšího Daniborova brodu v obci Obergurig v zemském okrese Budyšín. Tato stavba, dodnes označovaná jako Český most, vznikla po roce 1724 na místě staršího dřevěného mostu, zvaného Mönnigssteig. Tento 36 metrů dlouhý most je zapsán v SRN na seznamu nemovitých kulturních památek.

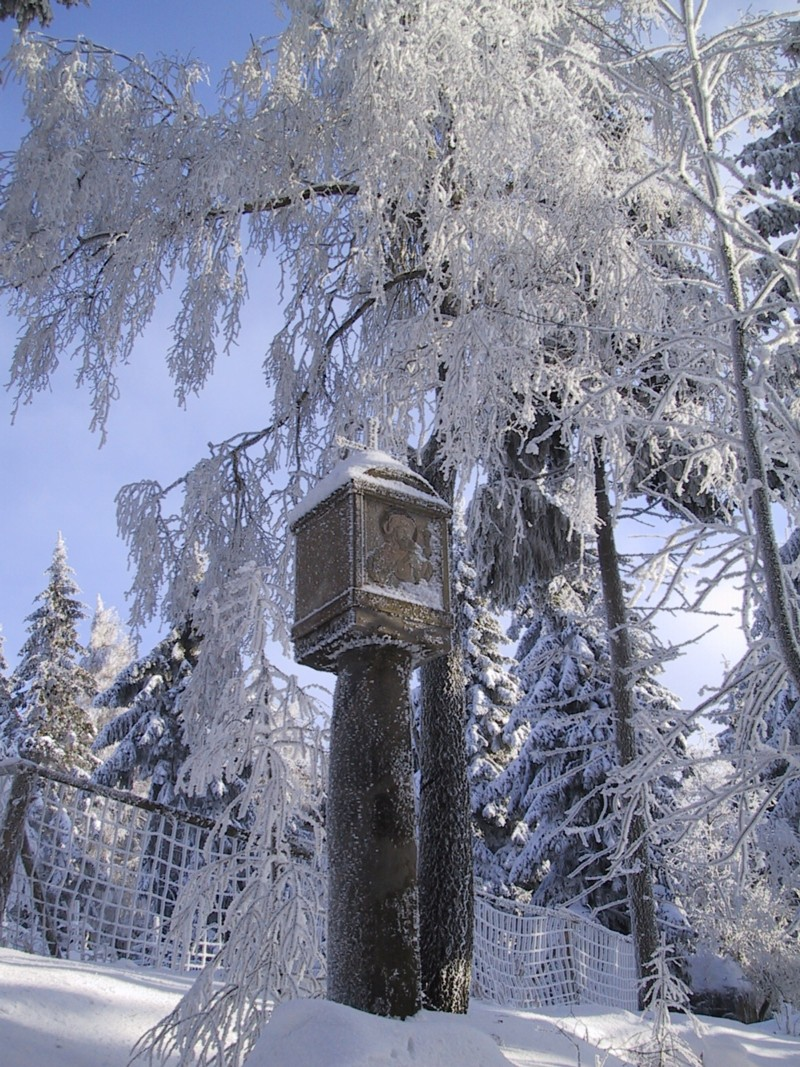
Sloup sv. Jakuba, patrona poutníků, u pozůstatků Pražské cesty pod Konopáčem (či Jelení skálou) v Lužických horách

Další stopy staré cesty lze nalézt v průsmyku mezi kopci Mönchswalder Berg (447 m n. m.) a Adlerberg (433 m n. m.) severně od městečka Wilthenu. Připomínkou existence stezky kromě stop v terénu je i někdejší myslivna z 18. století a pozdější restaurace "Jägerhaus". V Kirschau (hornolužickosrbsky Korzym) u hradu Körse (původně Korzym), jehož posláním bylo chránit bezpečnost osob a přepravovaného zboží na České stezce, křižovala tato Stará pražská cesta další významnou komunikaci - jižní větev Via Regia, vedoucí z Halle do Žitavy. Hrad Korzym, původně vybudovaný Lužickými Srby, býval jedním z největších a nejpevnějších hradů v Horní Lužici. Hrad byl zničen v roce 1352, kdy byl dobyt a zbořen vojskem lužického Šestiměstí, a zcela zanikl v roce 1359. Pražská cesta překračovala Sprévu opět v místech dnešního Schirgiswalde, kde býval brod. U brodu postupně vyrostly kovárny, hostince a obchody jako základ budoucí vesnice, která se později stala městem.
Nynější česko-německou státní hranici překračovala stará obchodní stezka jižně od Sohlandu v oblasti mezi vrchem Hohberg (368 m n. m.) a Rožany. Podle historických záznamů v letech 1425 a 1428 tudy táhla husitská vojska do Lužice, procházely tudy i vojenské oddíly během třicetileté války. Na českém území podobnou ochrannou funkci, jako lužický hrad Korzym, také plnily místní hrady - lze jmenovat například Tolštejn nad Jiřetínem pod Jedlovou, Milštejn, Sloup nebo vodní hrad Lipý.
Výrazné stopy v terénu, připomínající Starou pražskou cestu, se zachovaly na jižních svazích Lužických hor pod Konopáčem (též nazývaným Jelení skálou) a Stožcem v prostoru mezi železniční stanicí Jedlová a Novou Hutí. Viditelný zářez staré cesty se dochoval také na okraji Sloupu v Čechách vedle silnice č. 268 mezi skalním hradem a křižovatkou poblíž hostince "U Sedmi trpaslíků". V tomto úseku cesta z Budyšína do Prahy již měla společnou trasu s tzv. Lipskou cestou, která vedla z Žitavy přes Českou Lípu do Litoměřic.

### Poznámka
Jako Böhmischer Steig nebo Böhmische Weg bývají v německých zdrojích označovány různé historické stezky, které vedly z území dnešního Německa do Čech - ať už v oblasti Vogtlandu, Krušných hor, Labských pískovců nebo Lužických hor.